# Wim Balm
Wim Balm (Haarlem, 24 febbraio 1960) è un ex calciatore olandese, di ruolo centrocampista.

## Carriera

### Club
Balm giocò con la maglia dello Haarlem, dove giocò dal 1977 al 1987. Passò poi al Twente, dove rimase per un biennio. Nel 1989, si trasferì ai norvegesi del Frigg.